# Parafia Narodzenia Najświętszej Maryi Panny w Ostaszewie
Parafia Narodzenia Najświętszej Maryi Panny w Ostaszewie – parafia greckokatolicka w Ostaszewie, w dekanacie elbląskim archieparchii przemysko-warszawskiej. Założona w 1952.